# Старая национальная галерея
Старая национальная галерея (нем. Alte Nationalgalerie) — художественная галерея на Музейном острове в Берлине. В галерее хранятся произведения искусства XIX века из коллекции Фонда прусского культурного наследия.

## История

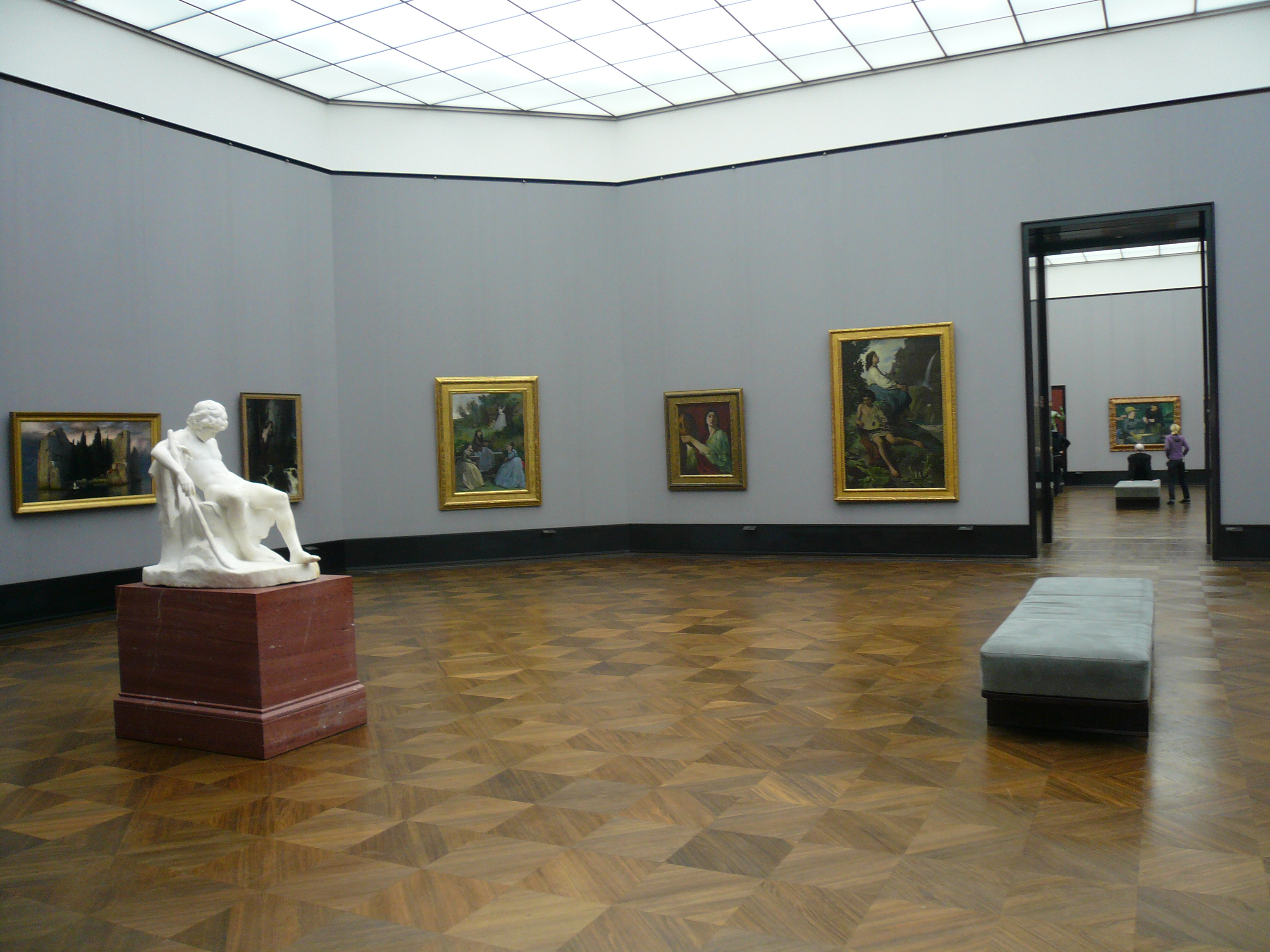
Зал галереи с картиной А. Бёклина "Остров мёртвых" (слева)

Галерея основана в 1861 году на базе коллекции из 262 картин, подаренной банкиром Иоганном Генрихом Вагенером (нем. Johann Heinrich Wagener). Первоначально собрание разместилось в зданиях Прусской академии искусств. Современное здание в стиле римского храма с апсидой было спроектировано в 1865 году Фридрихом Августом Штюлером по эскизу короля Фридриха Вильгельма IV и построено в 1869—1876 годах под руководством Генриха Штрака.
Во время Второй мировой войны здание получило значительные повреждения в результате авиационных ударов. Частично галерея возобновила свою работу в 1949 году, а реконструкция продолжалась до 1969 года. В 1998—2001 годах музей был полностью отреставрирован, появились дополнительные залы на верхнем этаже, куда были помещены экспонаты эпохи романтизма. В 2010 году открылся после реставрации Колоннадный двор перед главным входом в галерею.

## Коллекция

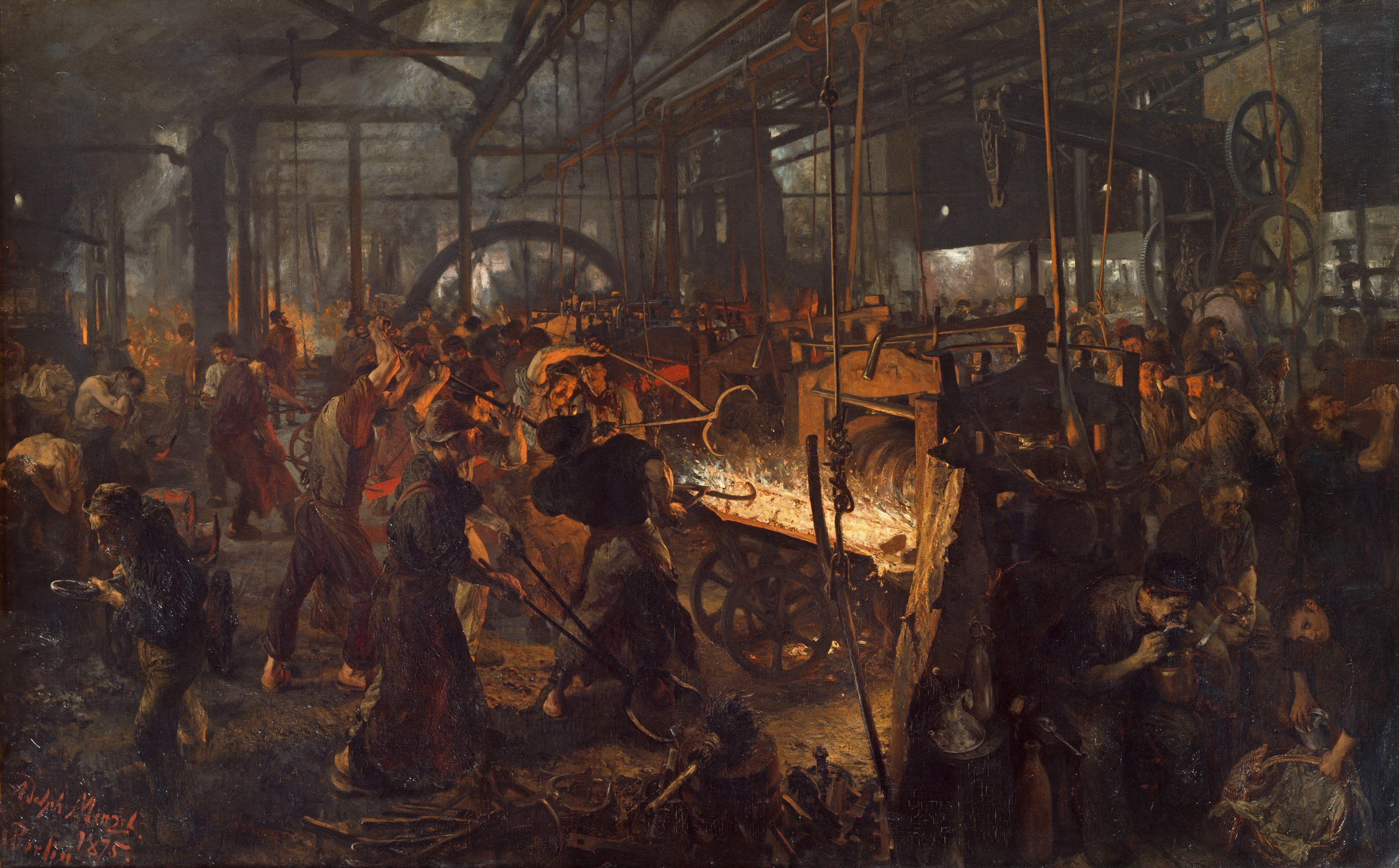
А. фон Менцель. Железопрокатный завод. 1875

В галерее демонстрируются работы в стилях классицизма и романтизма (художники Каспар Давид Фридрих, Карл Фридрих Шинкель и Карл Блехен), бидермейера, французского импрессионизма (Эдуар Мане, Клод Моне) и раннего модернизма (Адольф фон Менцель, Макс Либерман, Ловис Коринт).
Среди наиболее ценных экспонатов — «Партия в шахматы во дворце Фосс в Берлине» Иоганна Эрдмана Хуммеля (1818), «Монах у моря» Каспара Давида Фридриха (1808—1809), «Железопрокатный завод» Адольфа фон Менцеля (1875), скульптура «Кронпринцесса Луиза и принцесса Фридерика» Иоганна Готтфрида Шадова (1795) и др.